# Martín Fiz
Martín Fiz (* 3. března 1963, Vitoria, Álava) je bývalý španělský atlet, běžec, který se věnoval dlouhým tratím.
V roce 1994 vyhrál na mistrovství Evropy v Helsinkách maratónský závod a stejného úspěchu dosáhl i na mistrovství světa v Göteborgu o rok později. Na mistrovství světa v roce 1997 v Athénách skončil ve stejné disciplíně druhý za svým krajanem Abelem Antónem.
Svou zemi reprezentoval třikrát na letních olympijských hrách (1992, 1996 a 2000). Největšího úspěchu dosáhl v roce 1996 v Atlantě, kde doběhl čtvrtý v čase 2.13:20. Na bronzového medailistu, Keňana Ericka Wainaina ztratil v cíli 36 sekund. Úspěšný byl také o čtyři roky později, kdy v australském Sydney dokončil maraton na šestém místě v čase 2.13:06.